# 盐 (化学)

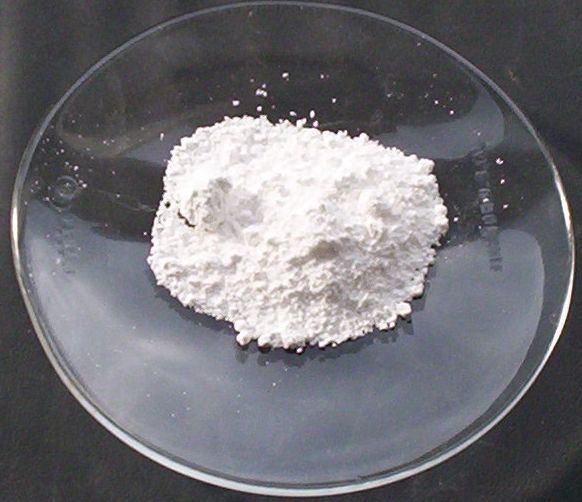
硫酸铅（PbSO_{4}）

盐在化学中，是指一类金属离子或銨根離子（NH4+）与酸根离子或非金屬離子结合的化合物，如硫酸钙，氯化铜，醋酸钠，一般来说盐是複分解反应的生成物，如硫酸与氢氧化钠生成硫酸钠和水，也有其他的反应可生成盐，例如置换反应。
盐分为單盐和合盐，單盐分為正盐、酸式盐、碱式盐，合盐分為復鹽和络盐。其中酸式盐除含有金属离子与酸根离子外还含有氢离子，碱式盐除含有金属离子与酸根离子外还含有氢氧根离子。複盐溶於水時，可生成與原盐相同离子的合盐；络盐溶於水時，可生成與原盐不相同的複雜离子的合盐——配合物。
通常在標準狀況下，不可溶的盐會是固態，但也有例外，例如熔盐及离子液体。可溶盐的溶液及熔盐有导电性，因此可作為電解質。包括細胞的細胞質、血液、尿液及礦泉水中都含有許多不同的盐類。
强碱弱酸盐是强碱和弱酸反应的盐，溶于水显碱性，如碳酸钠。而强酸弱碱盐是强酸和弱碱反应的盐，溶于水显酸性，如氯化铁。

## 盐的性质
在化學上，鹽是由陽離子（正電荷離子）與陰離子（負電荷離子）所組成之電中性（不帶電荷）離子化合物。
- 和酸发生反应。复分解反应。

酸+盐→新盐+新酸（强酸→弱酸）这里的盐可以是不溶性盐。
{\displaystyle {\ce {2HCl + Na2CO3 -> H2O + CO2 ^ + 2NaCl}}}
碳酸不稳定会继续分解成水和二氧化碳。
- 和碱发生反应。复分解反应。

碱（可溶）＋盐（可溶）→新碱＋新盐
{\displaystyle {\ce {2NaOH + CuSO4 -> Cu(OH)2 v + Na2SO4}}}
- 和盐发生反应。复分解反应。

盐（可溶）＋盐（可溶）→两种新盐
{\displaystyle {\ce {CuSO4 + BaCl2 -> BaSO4 v + CuCl2}}}
- 和某些金属反应。置换反应

盐＋金属（某些）→新金属＋新盐 反应中的金属一定要比盐中的金属活泼才可以把它给置换出来。请看金属活动性。
{\displaystyle {\ce {Zn + CuSO4 -> ZnSO4 + Cu}}}

## 盐的分类

### 单盐
- 正盐：

正盐是鹽类的一种，既不含能电离的氢离子，又不含氢氧根离子。
正盐是酸和碱完全中和的产物，但正盐的水溶液不一定显中性，如{\displaystyle {\ce {Na2CO3}}}（碳酸钠）溶液显碱性，{\displaystyle {\ce {(NH4)2SO4}}}（硫酸铵）溶液显酸性。酸跟碱完全中和生成的盐中，不会有酸中的氢离子，也不会有碱中的氢氧根离子，只有金属阳离子和酸根离子，这样的盐为正盐。
- 酸式盐：

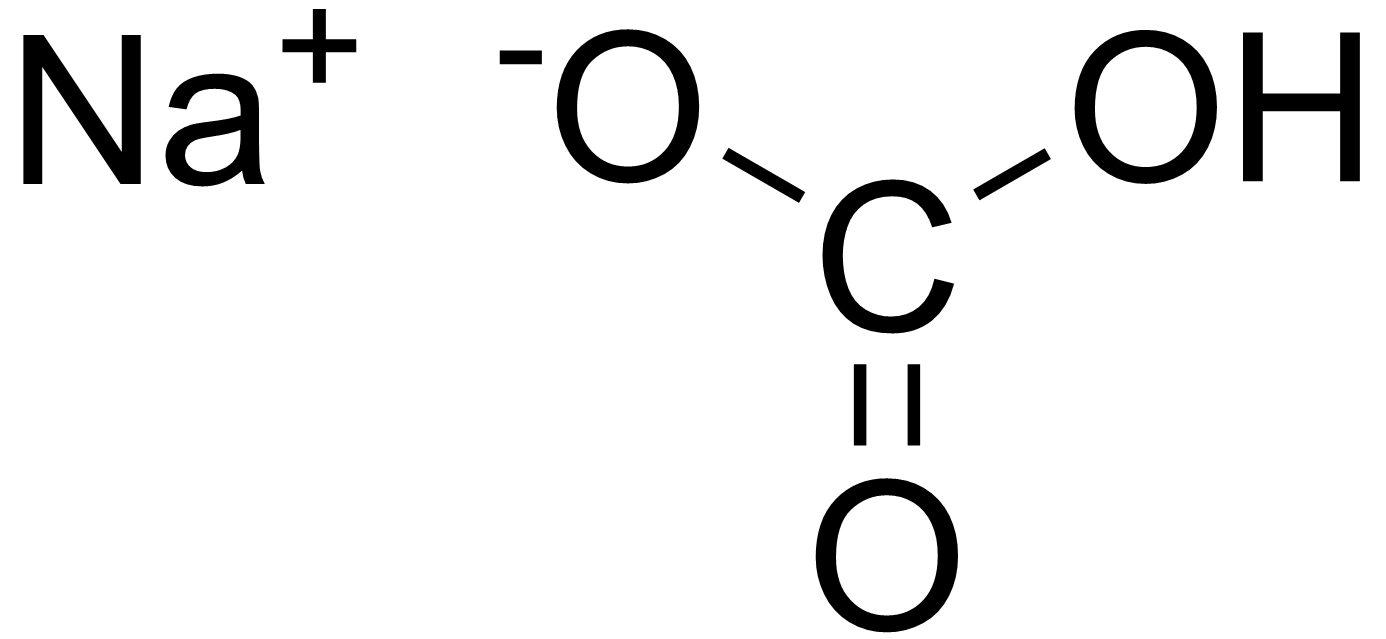
酸式鹽

酸式盐是盐类的一种，由阳离子和多元酸的不完全电离酸根阴离子组成。由于阴离子中含有在水中可电离的氢原子，因此被称作“酸式”盐。但实际上，只有强酸（如硫酸）及少部分中强酸（如磷酸）的酸式盐呈酸性，大多数弱酸的酸式盐都因阴离子的水解而显碱性。
要注意的是，酸式盐在以离子晶体形式存在时，阴离子并不电离出氢离子，氢离子是酸式酸根离子的一部分。在熔融状态下，酸根离子也不电离。
- 碱式盐：

碱式盐是盐类的一种，除了含有金属离子和酸根离子外，还含有氢氧根或氧離子的盐类；也可认为是碱的氢氧根没有被酸完全中和所得的产物。
含羥基的鹼式盐又稱為羥基盐，可視為金屬離子、氫氧根及阴離子合成的鹽類，如碱式碳酸銅（{\displaystyle {\ce {Cu2(OH)2CO3}}}）、碱式氯化镁（{\displaystyle {\ce {Mg(OH)Cl}}}）等為羥基盐。
含氧基的鹼式盐稱為氧化鹽，可視為金屬離子、氧離子（O2-）及阴離子合成的鹽類。如鹼式碳酸鉍（{\displaystyle {\ce {Bi2O2(CO3)}}}）即為氧化盐。

### 合盐
- 複盐：

复盐是指含有两种或以上的同种晶型的简单盐类，属于化合物，溶于水会离解出所有的离子。复盐通常可由混合这两种盐饱和溶液并结晶而制得。在自然界中廣泛存在，如明礬就是天然而有廣泛應用的複鹽。

### 络盐
- 络盐：

络盐有配位单元的化合物。

## 盐的属性

### 颜色
盐的颜色可以是纯淨透明的（如氯化钠）、不透明的或者是带有金属光泽的（如黄铁矿）。大多数情况下盐表面的透明或不透明只和构成该盐的单晶体有关。当光线照射到盐上时，就会被晶界（晶体之间的边界）反射回来，大的晶体就会呈现出透明状，多晶体聚集在一起则会看起来更像白色粉末一样。
盐有许多颜色，例如（溶液）：
- 黄色（例如铬酸钠）
- 橙色（例如重铬酸钾）
- 红色（例如铁氰化钾）
- 淡紫色（例如氯化钴）
- 蓝色（例如硫酸铜、亚铁氰化铁）
- 绿色（例如六水合氯化镍）
- 无色（例如氯化钠、硫酸镁），粉末状时为白色

大部分矿物质、无机色素以及很多人工合成的有机染料都是盐，有一些盐能够呈现出其它颜色是过渡元素的d轨道存在未成对电子导致的。

### 味道
不同的盐可以激发不同的味觉，例如咸味（氯化钠）、甜味（乙酸铅，若大量食用会导致铅中毒）、酸味（酒石酸氢钾）、苦味（硫酸镁）或鲜味（谷氨酸钠）。

### 气味
强酸或强碱盐（强盐）是不可挥发的，且没有气味。而弱酸或弱碱盐（弱盐）则会根据共轭酸碱对而产生不同的气味（例如醋酸盐则会有醋酸的味道，氰化氢则会有苦杏仁味等），此外弱酸或弱碱盐还会挥发和分解，并且由于水解反应和弱盐合成的反应是可逆反应，因此当有水分存在时会加速弱盐的分解。

### 溶解度
許多離子化合物都可以溶解在水或是類似的溶劑中，化合物的溶解度和組成的陰離子和陽離子以及溶劑都有關，因此有一特定的關係。陽離子當中，所有鈉離子、鉀離子及銨離子的鹽均可溶於水；而陰離子中，硝酸鹽離子及碳酸氫鹽離子的鹽類可在水中溶解。除了硫酸鋇、硫酸鈣及硫酸鉛外，大部份的硫酸鹽離子的鹽類也都可以溶於水。而鹵素鹽（氯、溴、碘），則汞、銅、銀、鉈、鉛不溶。不過若離子之間的鍵結很強，產生高度穩定的固體，在水中也就不易溶解，例如大部份的碳酸鹽就不溶於水，例如碳酸鉛及碳酸鋇等。

## 系统命名法
一般而言，无氧酸盐的名字是非金属元素名称在前，金属元素名称在后，两者名字之间添加“化”，称为“某化某”。如果是含氧酸盐，则盐的名称为酸的名称后面之间添加元素名称，称为“某酸某”。如果某种金属元素有多个化合价，那么低化合价形成的盐的名称是在金属元素名称前添加“亚”，例如铜元素的氯化物中，如果铜的化合价为+2价，那么形成的盐CuCl2称为“氯化铜”，如果化合价为+1价，形成的盐CuCl称为“氯化亚铜”。
含有相同阳离子或阴离子的一类盐一般都会统称为“某盐”，例如“钠盐”、“硫酸盐”等。
常见的形成盐类的阳离子包括：
- 铵根NH4+
- 钙离子Ca2+
- 亞铁離子Fe2+
- 鐵離子Fe3+
- 镁离子Mg2+
- 钾离子K+
- 吡啶鎓阳离子C5H5NH+
- 季铵阳离子NR4+
- 钠离子Na+

常见的形成盐类的阴离子包括：
- 乙酸根CH3COO−（乙酸）
- 碳酸根CO32−（碳酸）
- 氯離子Cl−（盐酸）
- 氰化物C≡N−（氰化氢）
- 硝酸根NO3−（硝酸）
- 亚硝酸根NO2−（亚硝酸）
- 磷酸根PO43−（磷酸）
- 硫酸根SO42−（硫酸）
- 硼酸根BO33- （硼酸）

## 有機離子的鹽類
一般鹽類會歸類為無機化合物，但也有一些有機化合物的鹽類，例如有機酸的鹽類就是有機化合物。其中較重要的是羧酸鹽，例如乙酸根CH3COO−和鈉離子Na+會形成乙酸鈉，和銅離子Cu2+會形成乙酸銅。乙酸只有一個COOH基，只帶-1價，柠檬酸有三個COOH基，帶-3價，形成的鹽類有柠檬酸鈉和柠檬酸鈣根，乙酸鹽和柠檬酸鹽的陰離子和陽離子都以離子鍵鍵結，不像一般有機化合物以間用共價鍵鍵結，因此稱為鹽類。
這些鹽類中較常用的是羧酸鹽，其中也包括脂肪酸鹽。像肥皂就是由許多不同分子量脂肪酸鈉及脂肪酸鉀的混合物。這類長鏈脂肪酸的鹽類就沒有晶體的結構。
類似硫酸根SO42−的磺酸根{\displaystyle {\ce {R-O-{SO3}^{-}}}}也是有機酸根的一種，磺酸鹽是洗髮精及沐浴乳中常見的表面活性剂。醇類的酸性很弱，一般不會稱為酸，不過其羟基氢被金属取代后會形成醇盐。醇盐在水中會水解，產生對應的醇類，以下是醇盐和金屬鹼酐水解反應的比較。
| 水解反應 | 水解反應                                                                                    |
| -------- | ------------------------------------------------------------------------------------------- |
| 乙醇鈉   | {\displaystyle \mathrm {C_{2}H_{5}ONa+H_{2}O\longrightarrow \ C_{2}H_{5}OH+Na^{+}+OH^{-}} } |
| 氧化鈉   | {\displaystyle \mathrm {Na_{2}O+H_{2}O\longrightarrow \ 2\ Na^{+}+2\ OH^{-}} }              |

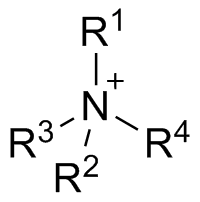
季铵阳离子的結構

也有些有機的陽離子會形成鹽類，例如類似銨根離子（NH4+）的季铵阳离子，季铵阳离子是由一個氮原子和四個烷基（{\displaystyle {\ce {{R}{-}}}}）組成，帶一個正電荷。例如溴化十六烷基三甲铵中，十六烷基三甲铵離子是陽離子，和陰離子溴離子形成鹽類。實用的季铵鹽類也有類似的結構，季铵阳离子中只有一個長鏈的烷基，當溶於水中，陽離子有表面活性劑的作用。這類物質在生物體新陳代謝中有重要的作用，例如維生素B中的胆碱就是季铵鹽類。
在氨分子（NH3）中加入一個氫離子（H+）就變成銨離子（NH4+），同樣的在有機胺中加入一個氫離子就變成陽離子。例如一級胺（{\displaystyle {\ce {R-NH2H}}}，R為烷基）加入一個氫離子就變成陽離子（{\displaystyle {\ce {R-{NH3}^{+}}}}）這類的化合物比原來的化合物極性要強，因此在水中的溶解度比原來的化合物要高。例如一些含氮的藥物會和鹽酸反應來產生鹽酸胺類化合物，人體對於這類化合物的吸收度比原來的含氮藥物要好。也有些藥物是和溴化氫或氟化氫反應成類似的藥物。
內鹽也稱為兩性離子，是一種特殊的化合物，化合物中同時有帶正電及帶負電的原子，但是帶正電和負電的原子不同（在一些定義中限定是未具有相鄰正負電荷的化合物），像許多胺基酸都屬於內鹽。若胺基酸中包含羧基（{\displaystyle {\ce {{-COO}^{-}}}}）和一個胺基（{\displaystyle {\ce {-{NH3}^{+}}}}），就是內鹽，會在不同的反應中呈酸性或是鹼性。不過內鹽和一般電解質不同，溶於水中只有微弱的導電性（兩性物質）。

### 有機陰離子和陽離子的例子
| 有機化合物的陰離子 | 有機化合物的陰離子 | 有機化合物的陰離子 |
| 分類               | 舉例               | 結構               |
| ------------------ | ------------------ | ------------------ |
| 羧酸根             | 乙酸根             |                    |
| 羧酸根             | 棕櫚酸根           |                    |
| 羧酸根             | 檸檬酸             |                    |
| 有機硫化物         | 十二烷基硫酸根     |                    |
| 醇盐               | 乙醇盐             |                    |
| 有機化合物的陽離子 |                    |                    |
| 分類               | 舉例               | 結構               |
| 季銨陽離子         | 溴化十六烷基三甲銨 |                    |
| 季銨陽離子         | 胆碱               |                    |
| 胺類               | 苯胺鹽類           |                    |
| 有機化合物的內鹽   |                    |                    |
| 分類               | 舉例               | 結構               |
| 甜菜鹼             | 甜菜鹼             |                    |
| 胺基酸             | 丙胺酸             |                    |

## 盐的製備
盐可以通过化学反应而製備，包括有：
- 盐基与酸，例如NH3 + HCl → NH4Cl
- 金属与酸，例如Mg + H2SO4 → MgSO4 + H2
- 金属与非金属，例如Ca + Cl2 → CaCl2
- 碱与酸性氧化物，例如2 NaOH + Cl2O → 2 NaClO + H2O
- 酸与碱性氧化物，例如2 HNO3 + Na2O → 2 NaNO3 + H2O
- 盐也可以由不同的盐溶液混合，其中的离子发生重组，形成溶解度较低的盐（另见：溶解平衡），例如{\displaystyle {\ce {Pb(NO3)2 + Na2SO4 -> PbSO4 + 2NaNO3}}}